# Fazenda da Esperança

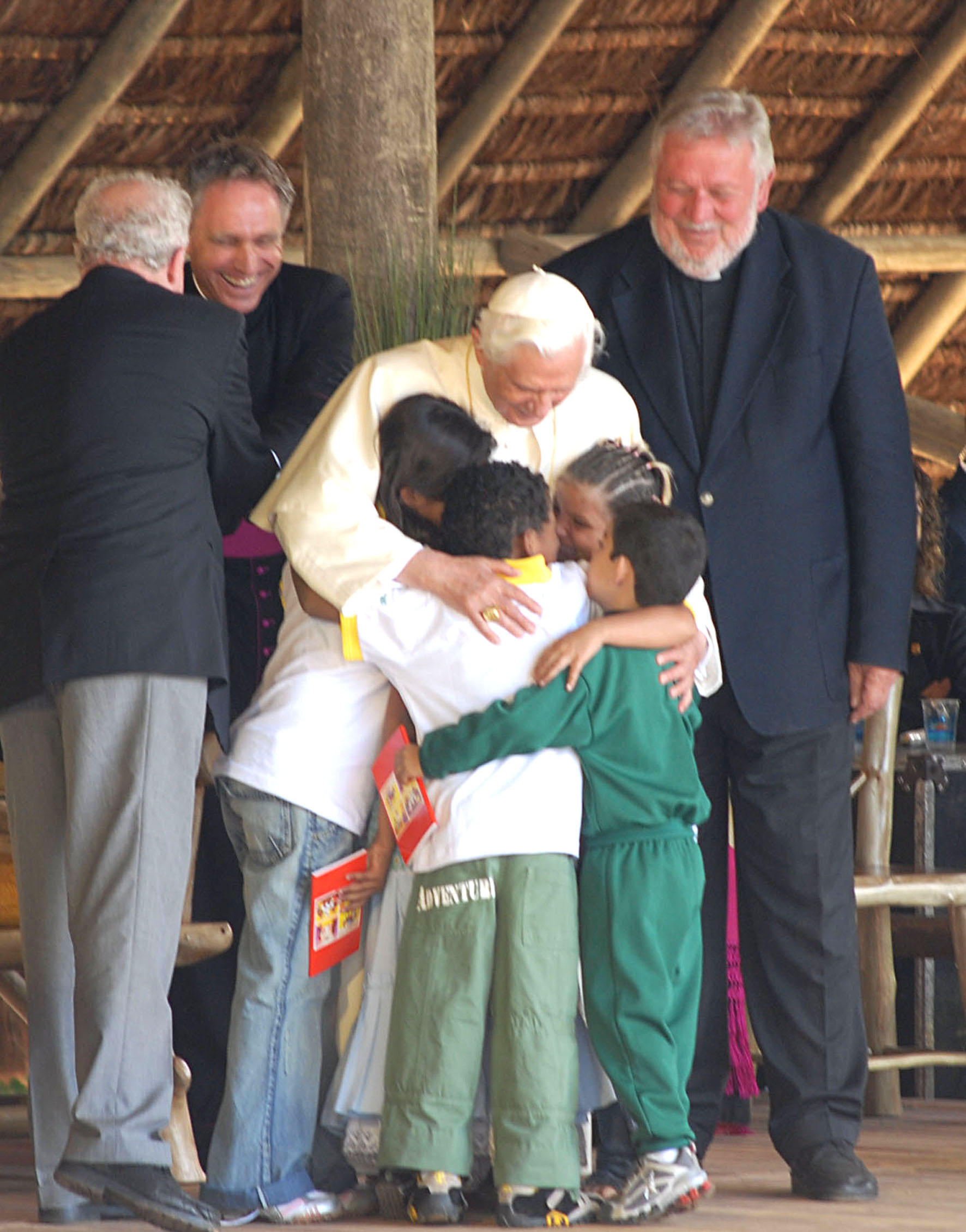
Visita do papa Bento XVI à Fazenda da Esperança
em 12 de maio de 2007.

A Fazenda da Esperança é um centro para recuperação de toxicodependentes criado pelo frade franciscano Hans Stapel e pelo leigo Nelson Giovanelli Rosendo dos Santos em 1979 no município de Guaratinguetá, estado de São Paulo.
Em 2007 o projeto já havia se expandido para diversos estados do Brasil e outros países do mundo, como Rússia, Filipinas, Moçambique, Alemanha, México, Guatemala, Paraguai e Argentina. No mesmo ano a fazenda recebeu o Papa Bento XVI, que rezou lá uma missa.

## História
Frei Hans, em 1979, assumiu como pároco a paróquia Nossa Senhora da Glória, no bairro do Pedregulho, em Guaratinguetá / SP, e ofereceu ao grupo de jovens dessa comunidade o estilo de vida que conhecerá por meio do contato com o Movimento dos Focolares, fundado por Chiara Lubich, que incentiva a colocar em prática frases e/ou conhecimentos tirados do evangelho.
Um jovem paroquiano, Nelson Giovanelli Rosendo dos Santos, animado por um dos ensinamentos da Palavra de Deus, passa a se relacionar com um grupo de jovens, na esquina da rua de sua casa, onde comercializavam e consumiam drogas, álcool e cigarros. Nessa esquina, originou-se várias situações: festa de aniversário de um dos jovens que Nelson e sua irmã levaram bolo para comemorar, bicicleta de Nelson emprestada a um dos jovens que a trocaria por drogas, mas a devolveu limpa e consertada; e outros acontecimento, entre eles, o pedido de Antônio Eleutério para sair daquela vida de dependente químico. Antônio disse que precisava de uma pessoa o tempo todo ao seu lado para conseguir, porque sozinho já tinha tentado e não era possível.
Nelson trabalhava o dia todo e não podia estar junto, então, fez a proposta que receberá de frei Hans: todos os dias, encontrariam-se na Paróquia da Gloria, onde orientados pelo Frei, escolheriam uma Palavra de Deus para colocar em prática no dia seguinte e, à noite, se reuniriam para contar como viverá essa Palavra e escolheria outra para o próximo dia. Nelson acreditava que só Deus poderia estar o dia todo ao lado de Antônio.
Mais tarde, outros jovens da esquina se juntaram a esse grupo foi quando decidiram viver junto e alugaram uma casa, no bairro do Pedregulho, próximo a Paróquia. Nelson colocava o que ganhava em seu trabalho em comum e frei Hans deu um roçadeira, tesoura e outras ferramente para os jovens que buscavam recuperação trabalharem na limpeza de jardins dessa comunidade.
Depois dessa experiência, inaugurou-se a primeira Fazenda da Esperança na zona rural de Guaratinguetá. Em 1987, nasceu primeira comunidade da Fazenda da Esperança fora da cidade de Guaratinguetá, sendo em Coroatá, no estado do Maranhão. Os anos se passaram e novas Fazendas eram abertas, mas a explosão no número de comunidades veio na década de 1990 e seguinte. A quarta inauguração atravessou fronteiras e com isso inaugurava-se, em junho de 1998, a primeira Fazenda da Esperança no exterior, sendo na terra de frei Hans, em Berlim, na Alemanha.
Em 2007, a Fazenda da Esperança recebeu a visita do Papa Bento XVI que emocionou o mundo inteiro, quando Bento XVI abandonou os protocolos e saiu andando entre os jovens outrora marginalizados pela sociedade: (ver visita de Bento XVI ao Brasil).
A Obra Social Nossa Senhora da Glória - Fazenda da Esperança, atualmente, já se espalhou (Localização das Fazendas da Esperança) pelos 27 Estados do Brasil e por outros países do mundo, como Rússia, Filipinas, Moçambique, Alemanha, México, Guatemala, Paraguai, Uruguai, Portugal e Argentina.
As atividade sociais da Fazenda da Esperança, em todo o mundo, é desenvolvida pela Associação Internacional de Fiéis, reconhecida pela Igreja Católica, chamada de Família da Esperança. O reconhecimento pontifício da Família da Esperança foi realizado em cerimônia, no Pontifício Conselho pelos Leigos, pelo cardeal Stanislaw Rilko, no dia 24 de maio de 2010.